# Heilig Blut (Rosenheim)
Heilig Blut ist ein Gemeindeteil der Stadt Rosenheim in Oberbayern.
Heilig Blut liegt südlich des Stadtzentrums im Stadtteil Aising. 1987 hatte Heilig Blut 879 Einwohner. Bis 1950 hatte Heilig Blut nur 32 Einwohner. Am 1. Juli 1967 wurde Heilig Blut als Teil der Gemeinde Happing in die Stadt Rosenheim eingegliedert.

## Sehenswürdigkeiten
- Wallfahrtskirche Heilig Blut am Wasen.[3]